# 前田本 (枕草子)
前田本（まえだぼん）では、日本の随筆作品『枕草子』の写本の系統の一つである前田本、もしくは前田家本（まえだけぼん）について解説する。

## 概要
重要文化財。前田家に伝わる古典籍を管理する尊経閣文庫（前田育徳会）に所蔵されていることを名前の由来とし四冊からなる。1927年（昭和2年）に尊経閣文庫より翻刻本が公刊されている。但し、尊経閣文庫には前田本とは別に三巻本（第二類）系統の写本も所蔵されているため、鎌倉時代前期から中期の成立と見られる随想・類想章段を整理した類纂形態の写本を「前田本」、随想・類想・回想章段が混在する雑纂形態の写本を「尊経閣文庫本」と呼んで区別する場合が多く、他の古典籍の写本系統と異なり「前田本＝尊経閣文庫本」でない点に注意を要する。
二重になった箱入りで、内箱は金銀村濃梨子地に雲形を表した蒔絵で、その蓋の表面中央に金象嵌で『清少納言枕草子』の七字が嵌められている。外箱は桐で、後世の人の手蹟で「清少納言枕草子四冊」とあり、さらに小さく下部に「筆者不知」と書かれている。

### 最古の枕草子写本
現存する『枕草子』の写本としては最も古いものであるが、他に同系統の写本は存在せず、本文は同じ類纂形態の堺本とも大きくかけ離れている。また、堺本が欠いている回想章段が随想・類想章段の後に見られるが、その本文は雑纂形態の三巻本よりも能因本に近く、さらに加筆が施された形跡が認められる。このことから、現存する最古の写本であるにもかかわらず原作者・清少納言の手になる本文からは最も乖離したものとなっているのではないかと推測されており、また同系統の写本が他に伝わらないことから前田本の注釈書はほとんど公刊されていない。
写本は四冊から成っているが、三巻本や能因本と比較した場合に回想章段が半分ほど少ないことから、元々は5巻構成で1巻分が失われたのではないかとする説がある。

### 異本枕草子残缺本
旧前田侯爵家には、前田本枕草子、三巻本の他に、『枕草子 四季物語歟之田ノ書』との外題がある珍しい写本が所蔵されている。堺本の系統に属するが、育徳財団によって前田本枕草子とあわせて翻刻された。

## 翻刻本

### 前田本枕草子
- 『枕草子』（尊経閣叢刊）育徳財団、1927年。
- 『枕草子』（尊経閣叢刊）育徳財団、1927年。
- 『枕草子』（尊経閣叢刊）育徳財団、1927年。
- 『枕草子』（尊経閣叢刊）育徳財団、1927年。

### 枕草子 四季物語歟之田ノ書
- 『枕草子 四季物語歟之田ノ書』（尊経閣叢刊）育徳財団、1927年。[3]